# 吉诺·巴索
吉诺·巴索（義大利語：Gino Basso，1914年9月14日—？），意大利男子篮球运动员。他曾代表意大利获得1936年夏季奥运会男子篮球比赛第七名。他也参加了1935年欧洲篮球锦标赛。